# Panji Tohjaya
Panji Tohjaya (regeerde kortstondig in 1248) was de derde koning van Singhasari, een koninkrijk op Java.
Panji Tohjaya was de zoon van Ken Arok en dienst tweede vrouw of bijzit Ken Umang. Nadat zijn vader door zijn halfbroer Anusapati was vermoord, regeerde Panji Tohjaya gedurende enige maanden.
Het hindoeïstische koninkrijk Singhasari (ook: Singosari) werd door zijn vader Ken Arok (ook: Ken Angrok) gesticht. Deze vorst is nog steeds een geliefde figuur in Javaanse sprookjes en kinderverhalen. De belangrijkste bron voor gegevens over Ken Arok is de 16e-eeuwse kroniek Pararaton, die later in Bali gevonden is, In dit werk zijn naast historisch materiaal ook mythen opgetekend. Ken Arok was een vaderloos kind dat door Ken Endok ter wereld werd gebracht. In de mythe is de hindoe-god Brahma zijn vader en dus de grootvader van Panji Tohjaya. De dynastie wordt de Rajasa-dynastie genoemd. Deze reeks vorsten regeerde over Singhasari en Majapahit
Panji Tohjaya werd opgevolgd door zijn neef Wishnuwardhana. Deze edelman rebelleerde en regeerde Singhasari van 1248 tot 1268.